# Przyłów

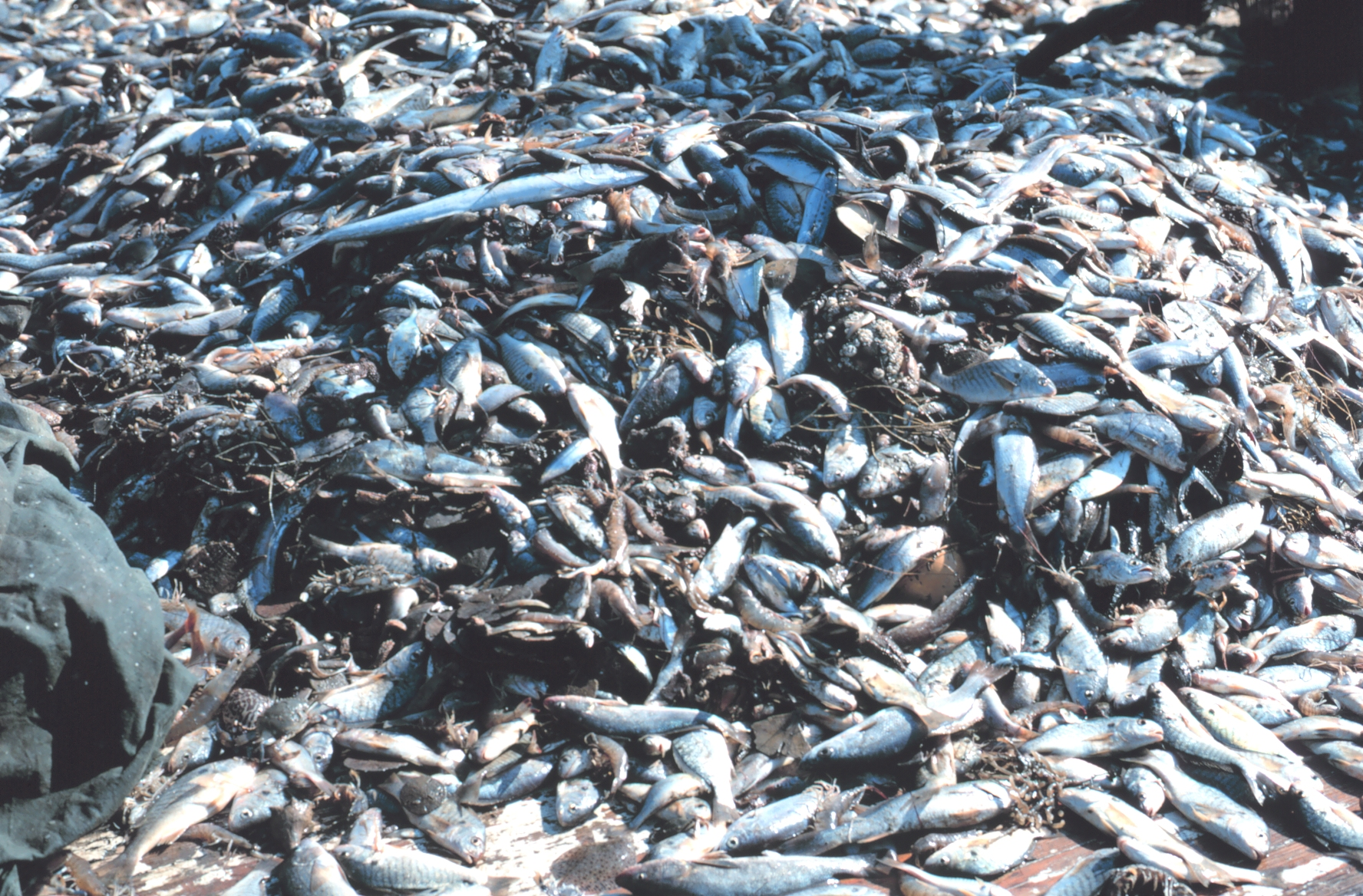
Przyłów uzyskany przy połowie krewetek

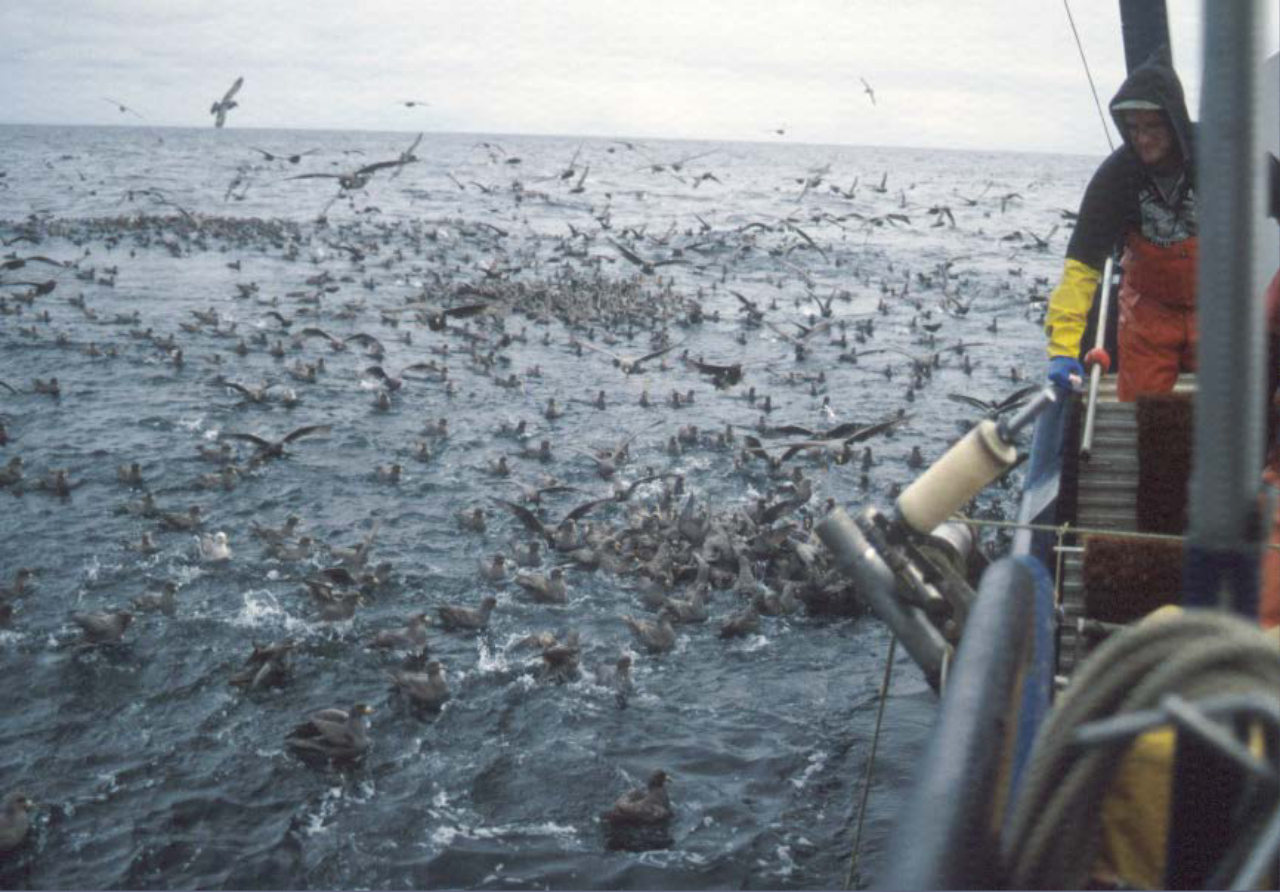
Ptaki towarzyszące kutrom rybackim często zaplątują się w sieci i giną

Przyłów (ang. bycatch) – wszystkie zwierzęta niestanowiące celu, a złapane podczas odłowów lub połowów konkretnych gatunków użytkowych. Termin ten stosowany jest zwykle w rybołówstwie w odniesieniu do zwierząt złapanych w sieci lub na haki. Główną przyczyną dużego przyłowu jest stosowanie nieselektywnych metod łowienia. W Polsce definicję przyłowu w rybołówstwie morskim określiła ustawa z dnia 18 stycznia 1996 o rybołówstwie morskim: 

przyłów – część połowu obejmującą organizmy morskie nie będące celem połowów ukierunkowanych.

 

Zwierzęta pozyskiwane w przyłowie są w różnym stopniu wykorzystywane gospodarczo. Część z nich jest zatrzymywana na statku w celu późniejszej sprzedaży, a pozostałe są z różnych powodów odrzucane, zwykle wyrzucane za burtę. Definicję odrzutu określa Rozporządzenie Komisji (WE) nr 1639/2001 z dnia 25 lipca 2001: 

„odrzut” oznacza łączny ciężar żywych ryb o niedostatecznych rozmiarach, nienadających się do sprzedaży lub w inny sposób niepożądanych, odrzuconych w chwili złowienia lub zaraz później.

Znaczna część odrzuconych zwierząt ginie. Najmniejsze wykorzystanie zwierząt pozyskiwanych w przyłowach (największe odrzuty) notowane są przy połowach krewetek (ponad 80% połowu), krabów (70% połowu) i homarów (35% połowu). Z tego powodu oprócz ryb w przyłowach morskich giną między innymi małe wieloryby, delfiny, foki, żółwie, ptaki morskie. Zwierzęta oddychające powietrzem atmosferycznym toną po wciągnięciu je pod wodę, a oddychające skrzelami giną, gdy są zbyt długo przetrzymywane poza wodą.
W celu zmniejszenia niechcianego przyłowu stosowane są narzędzia selektywne oraz urządzenia odstraszające. Użycie narzędzi dobranych odpowiednio do gabarytów zwierząt, stanowiących cel połowu (na przykład sieci o odpowiednio dużych oczkach) powoduje znaczne ograniczenie w przyłowie liczby małych organizmów. Odpowiednio usytuowany otwór w sieci umożliwia ucieczkę żółwiom i ssakom morskim, a repelenty akustyczne odstraszają żółwie, ptaki i ssaki morskie.